# STS-99
STS-99 — космический полёт MTKK «Индевор» по программе «Спейс Шаттл» (97-й полёт программы и 14-й полёт Индевор). Основной задачей STS-99 являлась радиолокационная съёмка поверхности Земли.

## Экипаж
9 июня 1997 года полёт STS-99 планировался по программе сборки Международной космической станции (МКС), как ISS-6A, однако впоследствии этот полёт получил обозначение STS-100. До официального объявления экипажа подготовку к полёту проходила Мэри Уэбер, которая позднее получила назначение на STS-101.
- (НАСА): Кевин Крегель (4)[5] — командир;
- (НАСА): Доминик Гори (2) — пилот;
- (ЕКА): Герхард Тиле (1) — специалист полёта-1;
- (НАСА): Джанет Каванди (2) — специалист полёта-2, бортинженер;
- (НАСА): Дженис Восс (5) — специалист полёта-3, руководитель работ с полезной нагрузкой;
- (NASDA): Мамору Мори (2) — специалист полёта-4.

## Параметры полёта
- Масса аппарата
  - при старте — 116 376 кг;
  - при посадке — 102 363 кг;
- Грузоподъёмность — 13 154 кг;
- Наклонение орбиты — 57,0°;
- Период обращения — 89,2 мин;
- Перигей — 224 км;
- Апогей — 242 км.

## Радиолокационная топографическая миссия шаттла
Главной задачей полёта STS-99 являлось выполнение программы Радиолокационная топографическая миссия шаттла или SRTM — радарной топографической съёмки поверхности Земли. Именно поэтому созаказчиками полёта являлись Управление наук о Земле (НАСА) и Национальное картографическое агентство Министерства обороны США. Полученная благодаря съёмке информация предназначена для использования в научных и гражданских приложениях (однако, в первую очередь в интересах военных). Помимо НАСА и МО США, в проекте принимали участие Германский аэрокосмический центр (DLR) и Итальянское космическое агентство (ASI).

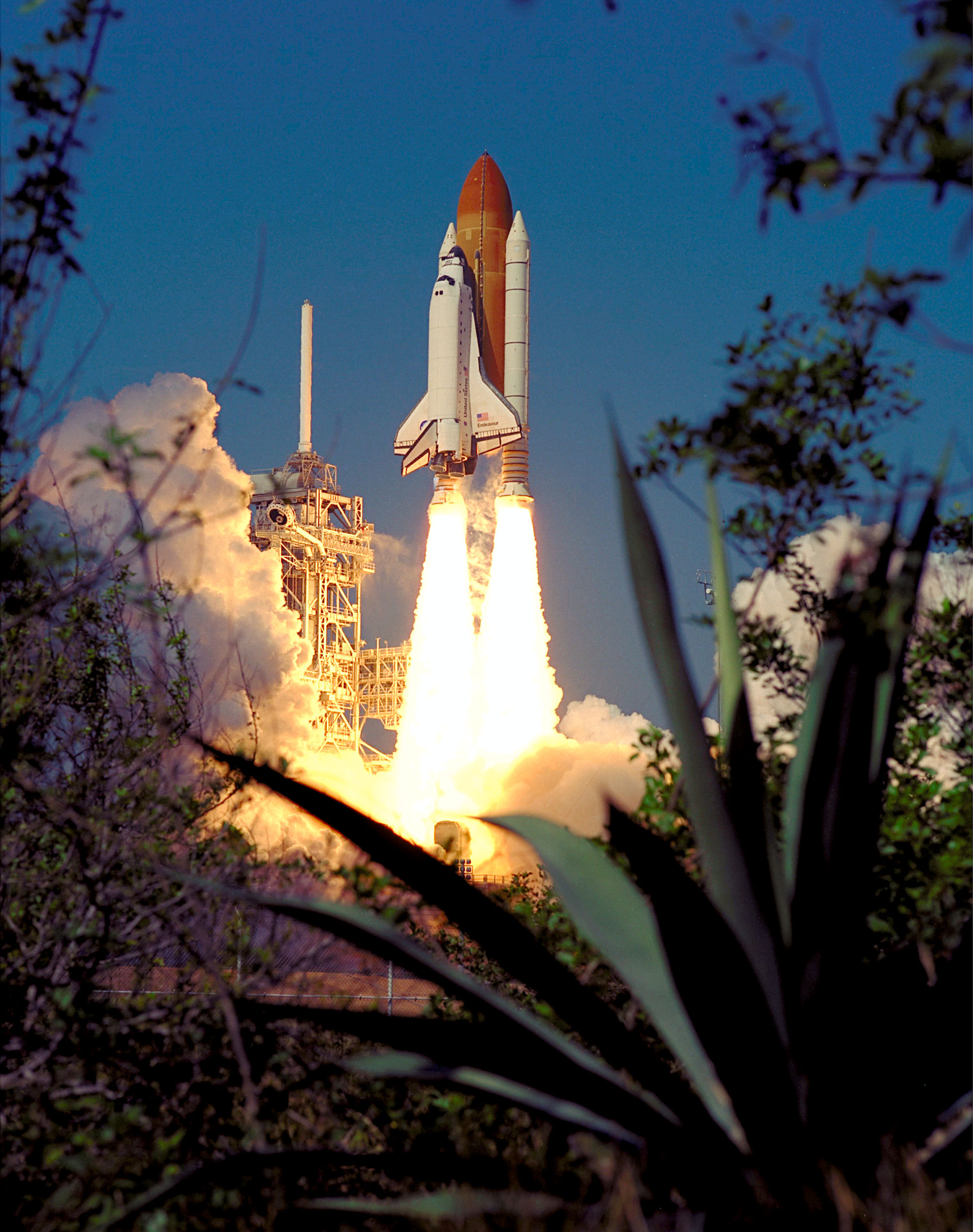
Старт шаттла Индевор, 11 февраля 2000 года.

Хотя первая радиолокационная съёмка с борта шаттла была впервые проведена в ноябре 1981 года (STS-2), детальная съёмка охватывала всего около 30% суши. В 1995 году Лаборатория реактивного движения предложили Картографическому управлению Министерства обороны профинансировать совместно еще одну радиолокационную миссию. Так как вариант с шаттлом НАСА обходился на треть дешевле и в более краткие сроки, чем использование специализированных спутников, 8 июля 1996 года НАСА и МО США заключили соглашение на реализацию проекта SRTM.

## Эмблема STS-99
Эмблема STS-99 разработана самими членами экипажа. На ней изображён фрагмент Земли без облачного слоя, иллюстрирующий работу SRTM, радар которой проникает через атмосферный покров. Сетка меридианов и параллелей на земном шаре подчеркивает топографический характер миссии. Шаттл «Индевор» изображен в орбитальной конфигурации с раскрытой 60-метровой фермой радара на фоне неба, полного звезд.